# بیثنته لوپث پورتانیا
ویسنته لوپِز پورتانیا (اسپانیایی: Vicente López Portaña‎; ۱۹ سپتامبر ۱۷۷۲ – ۲۲ ژوئیهٔ ۱۸۵۰) نقاش اهل اسپانیا بود. او از برجسته‌ترین پرتره‌نگاران عصر خود بود؛ پرترهٔ ماریا کریستینا از آثار اوست.